# Stefan Wimmer (Fußballspieler)
Stefan Wimmer (* 21. November 1967) ist ein ehemaliger deutscher Fußballtorhüter. Er ist der Sohn von Rudolf Wimmer, dem Rekordspieler des KSC.

## Karriere
Wimmer junior trat beim Karlsruher SC in die Fußstapfen seines Vaters Rudi, der jahrelang das Tor des KSC gehütet hatte. Stefan spielte bei den Amateuren und schaffte den Sprung ins Bundesligateam. In der Saison 1987/88 stand er im Kader und war Ersatzmann hinter den Stammtorhütern Alexander Famulla und dem späteren Nationalmannschaftstorwart Oliver Kahn. Wimmer konnte sich gegen die starke Konkurrenz beim KSC auf der Torhüterposition nicht durchsetzen. Er kam zu einem Einsatz, er wurde von Trainer Winfried Schäfer in einem Spiel – Stammkraft Famulla war verletzt – von Beginn an aufgestellt. Das Spiel gegen den SV Werder Bremen ging 0:2 verloren, Wimmer hatte eine starke Leistung gezeigt, kam aber im Anschluss nicht mehr zum Zuge. Daraufhin verließ er den KSC und spielte zunächst für den FV Weinheim und Rot-Weiß Frankfurt. 1995 wechselte er zum SV Darmstadt 98. Dort musste er 1997 seine Profikarriere verletzungsbedingt beenden. In den Folgejahren spielte Stefan Wimmer noch bis 2006 als Amateur für den FC Neureut.

## Nach der aktiven Laufbahn
Seit dem Ende seiner Profilaufbahn arbeitet Wimmer bei der Sparkassenversicherung.